# الدين في فرنسا
الدين في فرنسا (سبتمبر 2019)
يسمح إعلان حقوق الإنسان والمواطن لعام 1789 بحرية الاعتقاد في فرنسا، طالما أن «ممارسة الشعائر الدينية لا يخل بالنظام العام». يتبع ممارساتها المكتب المركزي للعبادة، الذي تم إنشاؤه بموجب قانون فصل الكنائس عن الدولة الصادر في 9 ديسمبر 1905، والذي جعل فرنسا دولة علمانية. منذ هذا الانفصال، لم يعد للجمهورية الفرنسية دين رسمي.
ليس لدى فرنسا إحصاءات رسمية تمكن من مقارنة الأرقام الخاصة بكل طائفة دينية. وتظل التقديرات التي يجب أن تستند إلى استطلاعات الرأي التمثيلية غير مؤكدة نسبيًا: سنة 2016، من بين الفرنسيين الذين تتراوح أعمارهم بين 18 و 50 عامًا (أي 27 مليون شخص)، هناك حوالي 11.5 مليون مسيحي كاثوليكي (ديانة الأغلبية)، ومن 2 إلى 5 ملايين مسلم، وحوالي 500 ألف مسيحي بروتستانتي، وحوالي 150 ألف بوذي، وحوالي 125 ألف يهودي.
ومع ذلك، فإن معدل الممارسة الدينية بشكل عام منخفض نسبيًا. في حين أن 70٪ من الفرنسيين قد تم تعميدهم، فإن البلاد هي من بين أقل البلدان «تدينًا» في العالم وأكثرها إلحادًا (تقدر العديد من الاستطلاعات أن 40٪ من الفرنسيين يعتبرون أنفسهم ملحدين، مما يضع فرنسا في المركز الرابع في العالم، وأن نسبة الفرنسيين الذين لا يرتبطون بأي دين تتراوح بين 60 و 70٪).
تاريخيًا فرنسا هي دولة كاثوليكية، وفرنسا هي أول دولة حديثة تعترف بها الكنيسة، وأطلقت عليها لقب «الابنة الكبرى للكنيسة»؛ قد تم الاعتراف بكلوفيس الأول ملك الفرنجة، من قبل البابوية باعتباره حامي مصالح روما. وفقًا لذلك، حمل ملوك فرنسا لقب ملك المسيحية.
اليوم فرنسا هي بلد علماني، وحرية الدين هو حق دستوري. تقوم السياسة الدينية الفرنسية على مفهوم العلمانية، والفصل الصارم بين الكنيسة والدولة التي بموجبها تكون الحياة العامة علمانية تمامًا. على الرغم من كون فرنسا دولة علمانية مازالت المسيحية هي أكبر ديانة في فرنسا كما ما تزال الأعياد الدينية الكاثوليكية تعامل كعطل رسمية وطنية.تحت ارض

## معرض صور

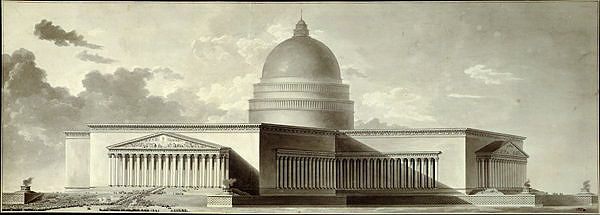
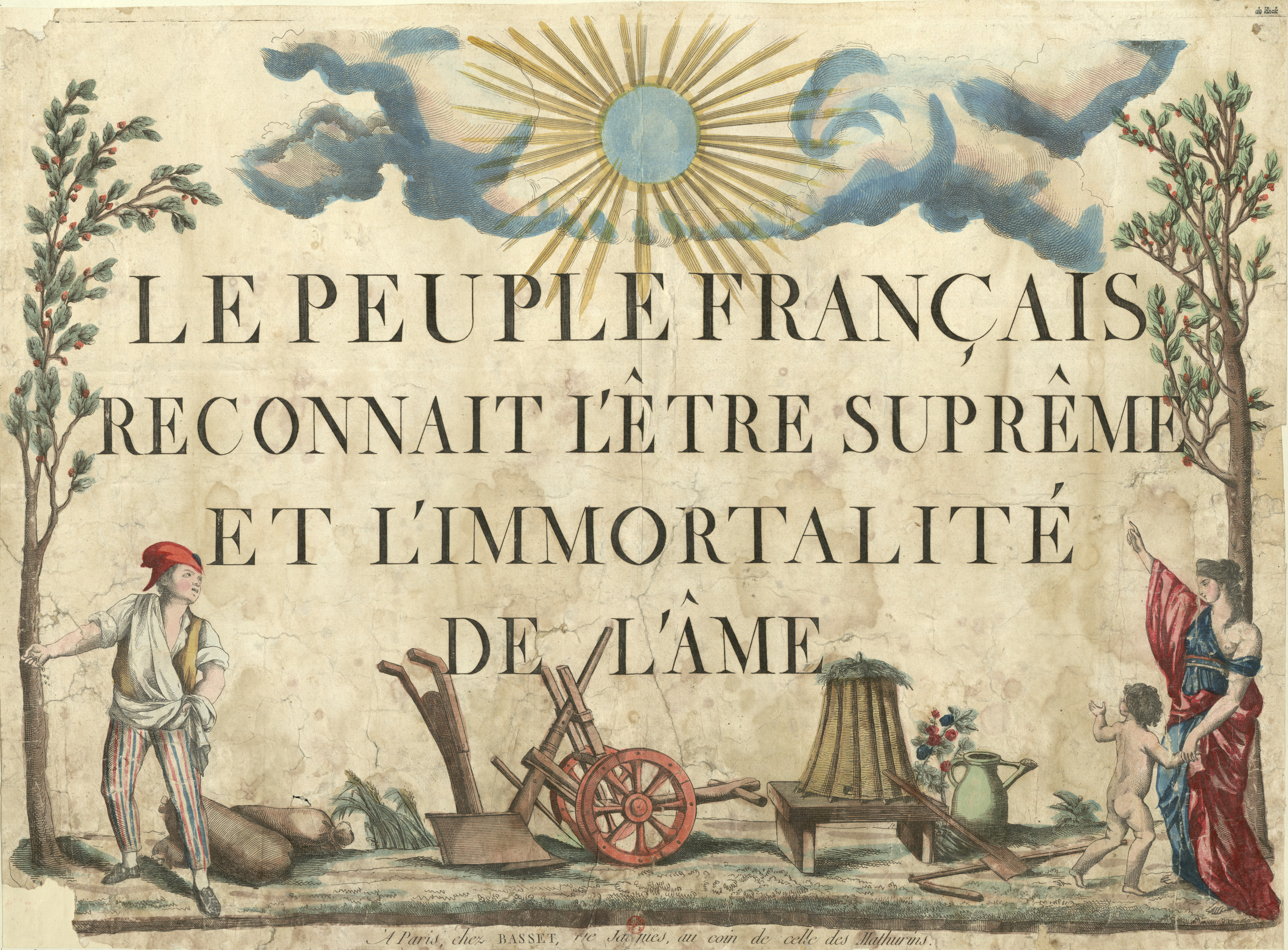
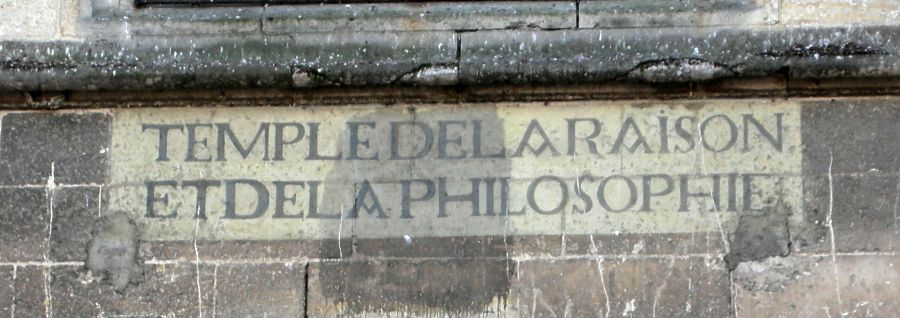